# التهاب المهبل النفاخي
يرتبط مصطلح التهاب المهبل النفاخي بالصحة الإنجابية للمرأة، وقد صاغ المصطلح زويفيل في عام 1877، وهو حالة التهابية نادرة، ولا تستشير النساء الأطباء بخصوصه أبداً وإنما يُكتشف عند زيارة الطبيب لأسباب أخرى متعلقة بالصحة الإنجابية، وبسبب قلة شيوعه فإن أطباء أمراض النساء نادراً ما يعرفون عنه. تتميز هذه الحالة بوجود أكياس مليئة بالغاز في الغشاء المخاطي للمهبل، وبالتالي فهو اضطراب كيسي مهبلي يتميز بأنه محدود ذاتياً. إنها حالة نادرة جداً وليس لها الكثير من السمات المحددة لإثارة أي شك سريري.
على الرغم من وجود كلمة التهاب في وصف هذا الاضطراب إلّا أنّ الالتهاب الموجود هنا خفيف وربما غير موجود فهو يتميز بوجود تكيسات مملوءة بالغاز في جدار المهبل ولا تعني وجود عدوى مهددة للحياة.

## الأعراض والعلامات
يحدث التهاب المهبل النفاخي بشكلٍ أساسي عند النساء الحوامل، ولكن هناك بعض حالات لغير الحوامل أيضًا. وهو عبارة عن كيس مهبلي حميد نادر شُخص في 173 حالة.    كانت النساء المصابات تتراوح أعمارهن بين 42 و65 عامًا. تظهر الأكياس مجمعة ولكن بوجود حد فاصل بينها يجعل كل كيس محدد عما بجانبه، ويمكن أن يصل قطرها إلى 2 سم. تتضمن الأعراض: إفرازات مهبلية وحكة وإحساس بالضغط وظهور عقيدات وأحياناً «صوت فرقعة». 

## الأسباب
لا سبب معروف لهذا الاضطراب. أظهر الفحص النسيجي أنّ الأكياس تحتوي على مادة تشبه مادة الهايلين الوردية، وخلايا عملاقة تُصنف كجسم غريب في جدار الكيس، مع سائل خلوي التهابي مزمن. تُعرف الأكياس المملوءة بالغاز من خلال التصوير المقطعي المحوسب، وبتحليل الغاز الموجود في الأكياس فإنّه يتكون من النيتروجين والأكسجين والآرغون وثاني أكسيد الكربون وثاني أكسيد الكبريت. قد لا يكون العلاج مطلوبًا ولا توجد مضاعفات تتبع تحلل الأكياس. قد يترافق الاضطراب مع تثبيط المناعة، أو عدوى المشعرات ، أو عدوى المستدمية المهبلية. يتميز التهاب المهبل النفاخي بتكيسات مملوءة بالغاز في جدار المهبل.